# 外国国章損壊罪
外国国章損壊罪（がいこくこくしょうそんかいざい）とは、外国に対して侮辱を加える目的で、その国の国旗その他の国章を損壊、除去、汚損することによって成立する犯罪（刑法92条）をいう。

## 概説
外国国章損壊罪は、国家的法益に対する罪のうちの国交に関する罪に分類される犯罪である。外国に対して侮辱を加える目的で、その国の国旗その他の国章を損壊・除去・汚損する犯罪であり、法定刑は2年以下の拘禁刑または20万円以下の罰金となる（刑法92条1項）。なお、本罪は外国政府の請求がなければ公訴を提起することができない親告罪である（刑法92条2項）。

## 客体
本罪の客体は、外国の国旗その他の国章である。

### 外国
「外国」とは、国際法において承認されている日本以外の独立国をいう。日本の承認や日本との国交がない国（未承認国・国交未回復国など）については、その訴訟条件などとの整合性を考慮して含まないとする学説もあるが、それらの国の国家的名誉を尊重すべきであることや、将来的に国交を結ぶ可能性もあることなどから、「外国」に含まれるとされる学説が通説となっている。ただし、国際連合などの国際機構は含まれない。

### 国旗その他の国章
「国旗」とは一国の権威を表徴する国章をいい、「その他の国章」とは軍旗・元首旗・大使館徽章などのその国家の権威を象徴する物件をいう。
本罪でいう国旗その他の国章は、私人が掲揚しているものや、公共の場所において私的に掲揚されているものを含むとする学説もあるが、処罰に値するものは外国の国家機関が公的に掲揚しているものに限ると解釈されている。

## 行為
本罪の行為は、外国の国旗その他の国章の損壊・除去・汚損である。

### 損壊
判例によれば「損壊」とは、「国章自体を破壊又は毀損する方法によつて、外国の威信尊厳表徴の効用を滅失または減少せしめること」をいう。具体的には、（外国の威信や尊厳を侵害する程度に）物理的に破壊する行為などが該当する。

### 除去
判例によれば「除去」とは、「国章自体に損壊を生ぜしめることなく、場所的移転、遮蔽等の方法によつて、国章が現に所在する場所において果している右〔＝外国の〕威信尊厳表徴の効用を滅失または減少せしめること」をいう。具体的には、掲揚されている国章を降ろす行為や、幕・板などで国章を見えなくする行為が該当する。
ただし、「遮蔽」については、損壊にあたるとみる学説や、類推解釈であり処罰は許されないとみる学説もある。

### 汚損
判例によれば「汚損」とは、「人に嫌汚の感を懐かしめる物を付着または付置して国章自体に対して嫌汚の感を懐かしめる方法によつて、右〔＝外国の威信尊厳表徴の〕効用を滅失または減少させること」をいう。具体的には、国章にペンキや汚物を浴びせかける行為や、（泥などで汚れた）靴で国章を踏みにじる行為が該当する。

## 法定刑
本罪は、2年以下の拘禁刑または20万円以下の罰金とされる（刑法92条1項）。器物損壊罪（3年以下の懲役または30万円以下の罰金）よりも軽いのは、国旗その他の国章の財産的価値が器物損壊罪で想定されている財物の価値よりも上限が低いと考えられるためである。

## 目的犯
本罪は、外国に対して侮辱を加える目的で損壊・除去・汚損が行われることを要するため、この目的で行わなければ本罪は成立しない。この目的でなく行われた場合には、窃盗罪や器物損壊罪などが成立することとなる。
なお、「侮辱を加える」とは、その国に対する侮蔑の感情的価値判断や否定的評価を表示することをいう。

## 請求
本罪は、外国政府の請求がなければ公訴を提起することができず、請求を訴訟条件とする（刑法92条2項、刑事訴訟法338条4号）。これは、文化・風習の異なる外国の価値観に関わる問題を、日本の検察官の裁量に委ねるのが不適当であるとする考えに基づくものである。また、「告訴」ではなく「請求」としているのは、告訴と同等の厳格な方式を要求しないことで外国政府に手続上の負担を生じさせないためである。

## 罪数関係
本罪は、器物損壊罪や建造物等以外放火罪との罪数関係が問題となる。これには、観念的競合を認める学説と、法条競合を認める学説があるが、法益が異なるため、前者が通説とされる。

## 判例

### 昭和40年4月16日第三小法廷決定
1961年（昭和36年）9月30日、台湾独立運動を行う2人が、大阪市内にある中華民国駐大阪総領事館邸の1階正面出入口の鉄扉の中央に、塗料を用いて台湾共和国の国旗と称した模様を描いたほか、「台湾独立万歳」「台湾は台湾人のもの」などの言葉や蔣介石を侮辱する文章などを大書し、さらに館邸に侵入して1階正面出入口の上部にある中華民国の国章などを刻した横額の前に「台湾共和国大阪総領事館」と大書した看板を掲げて遮蔽した。
1962年（昭和37年）6月23日、第一審の大阪地方裁判所は、住居侵入罪（刑法130条）、侮辱罪（刑法231条）、建造物等損壊罪（刑法260条）については懲役刑を科したが、外国国章損壊罪については下記のように「損壊」にあたらないと判示し無罪とした。
1963年（昭和38年）11月27日、控訴審の大阪高等裁判所では、国章の前に看板を掲げた行為について刑法92条の「除去」にあたるとして第一審の判決を破棄し、外国国章損壊罪を含めて有罪とした。
1965年（昭和40年）4月16日、最高裁判所第三小法廷は、裁判官全員一致の意見によって上告を棄却した。これにより、1人は懲役8ヶ月、もう1人は懲役4ヶ月が確定した。

## 国旗損壊の罪（法律案）
2012年（平成24年）5月29日、第180回国会で日本国に対して侮辱を加える目的で、日本国旗を損壊・除去・汚損する行為について、刑法に第4章の2を創設し、第94条の2として「国旗損壊の罪」の規定を整備する「刑法の一部を改正する法律案」（衆法第14号）が自由民主党から提出されたが、閉会中審査となり、次の第181国会において審議未了で廃案になった。

## 事案
- 1956年（昭和31年）、中華人民共和国（中共）系の華僑が、大阪府大阪市で街宣活動をしていた中華民国系の街宣車から青天白日旗を奪い取るという事件が起こった[27]。中華民国政府は外国国章損壊罪の適用を要請したが、外務省は今回のような街宣車に掲げるような事例には妥当でないという考え方を示し、法務省は刑法92条が想定する国旗は公的機関が公的に掲げたものに限るという解釈をとり、容疑者を不起訴処分にした[27]。
- 日中国交正常化前の1958年（昭和33年）5月2日、長崎県長崎市のデパートで行われた日中友好協会長崎県支部主催の展示即売会会場において、中華人民共和国の物産展示であることを標示するために吊り下げていた中華人民共和国の国旗を引き下ろした事件（長崎国旗事件）では、長崎簡易裁判所は、その国旗は国章ではなく国名表示のための標示物であるとして、軽犯罪法1条31・33号を適用して科料500円を科した[28][29]。

- 同年5月11日、横浜開港百年祭の国際仮装行列において、中共系の華僑と国府系の華僑がお互いの国旗を出すことを見合わせると話し合いをしていたにもかかわらず、国府系の山車に飾った万国旗の中に青天白日旗があるのを見つけた中共系の青年がそれをむしり取る事件が起こった[30][31]。法務省は、一般的な解釈として国家の権威を示すために掲げたものではないから、器物損壊罪には該当するとしても外国国章損壊罪には該当しないと考えられるという旨の見解を出した[30]。国府側の外務省は日本に当該事件について調査するように要請したが、加賀町警察署が話し合いの仲介をした結果、万国旗は玩具であり、青天白日旗を特別に掲げたのではなく、万国旗の中の1つとして飾られていたものであるという国府側の見解で問題は落着した[31][32]。
- 1960年（昭和35年）、香港において日本人の漁船員が写真撮影のためにイギリス国旗を動かし、それが一部で報道された[27]。大きな問題にはならなかったが、在香港日本国総領事館は、長崎に帰港すると長崎国旗事件に絡ませて報道され問題が深刻化する可能性を憂慮して、関係者に注意を促した[27]。
- 1973年（昭和48年）6月27日、駐日中華人民共和国大使館から外務省に連絡があり、「暴徒が大使館前で毛沢東を誹謗し、五星紅旗を踏みつけている」と抗議があり、外務省は警視庁・警察庁に連絡して中止させる措置を取った[33]。その団体は、東京都議会議員選挙に3人を立候補させ、政治活動が認められる確認団体であり、大使館前に街宣車2台で乗り付け、選挙演説にまぎれて毛沢東の誹謗中傷をしたり、持参した手製の五星紅旗を踏みつけたりしていた[33]。1台の車体に書かれた団体名が届出名と異なっていたため、私服の警察官が写真撮影したところ、これを見咎めた2人が警察官に詰め寄り乱暴したため、公務執行妨害の現行犯で逮捕した[33]。五星紅旗を踏みつけた件については、手製の旗だったため事情を聞くに止めた[33][注釈 2]。
- 1974年（昭和49年）11月22日、福岡県福岡市にある在福岡米国領事館に3人が乱入し、星条旗を引きずり降ろして火炎瓶を投げつけて燃やした後、カール・スペンス・リチャードソン首席領事を襲い領事室に立て籠もる事件が起きた[34][35]。3人は福岡県警察の機動隊によって住居侵入罪、外国国章損壊罪などの現行犯で逮捕された[34]。カール・スペンス・リチャードソン首席領事はその日に開いた記者会見で、星条旗を焼かれたことは大きな事件のうちの1つの出来事であり侮辱と感じていないという旨を語った[34]。1976年（昭和51年）2月25日、福岡地方裁判所は、現住建造物等放火罪などを理由に、3人のうち2人に対してそれぞれ懲役6年、懲役3年を科した[36]。
- 1993年（平成5年）10月29日（ドーハの悲劇の翌日）、東京都港区にある駐日イラク大使館のポールに掲げていたイラク国旗が何者かに盗まれる事件が起こった[37][38][注釈 3]。盗まれた国旗がその後どうなったかは不明。
- 2011年（平成23年）2月7日（日本では「北方領土の日」）、日本の右翼団体が在日ロシア連邦大使館前でロシア国旗をひきずるなどしたとして、ロシア外務省は井出敬二在ロシア日本国大使館筆頭公使を呼び、事実関係の解明と犯人の処罰、大使館周辺の安全保障を要求した[39][注釈 4]。これについて外務省は、使われたのはロシア国旗を模した手製の物体であり外国国章損壊罪に該当しないとした[41][42][注釈 5]。
- 2012年（平成24年）7月22日、日本の右派系団体が、日韓国交断絶を謳うデモ行進の際に「ペプシゴキブリマット」と称する太極旗を模したマットを踏みつける行為などを撮影した動画を公開した[44][45]。